# CCL16
CCL16 (englisch CC-chemokine ligand 16) ist ein Zytokin aus der Familie der CC-Chemokine.

## Eigenschaften
CCL8 ist an Entzündungsprozessen beteiligt. Es ist chemotaktisch für und aktiviert verschiedene Immunzellen, darunter Monozyten und T-Lymphozyten. CCL16 wird in der Leber, dem Thymus und der Milz gebildet. CCL16 wird in Monozyten durch IL-10, IFN-γ und bakterielle Lipopolysaccharide induziert. CCL16 bindet an CCR1, CCR2, CCR5 und CCR8.